# Kamaganahalli, Gauribidanur
Kamaganahalli là một làng thuộc tehsil Gauribidanur, huyện Chikkaballapur, bang Karnataka, Ấn Độ.